# Thomas Backus
Thomas Backus var en amerikansk politiker som var viceguvernör i Connecticut från 1849 till 1850. Guvernör under den tiden var Joseph Trumbull.